# Grb Svetog Bartolomeja
Grb Svetog Bartolomeja je štit podijeljen na tri vodoravna dijela, dva plava i središnji crveni. U gornjem se dijelu nalaze tri ljiljana - simbola Francuske, u središnjem je malteški križ, a u donjem tri zlatne krune, uspomena na švedsku vladavinu. Sa svake je strane štita po jedan pelikan. Ispod štita je natpis "Ouanalao", naziv otoka na jeziku Arawak Indijanaca, značenja "pelikan".
Ovaj grb se nalazi i na zastavi Svetog Bartolomeja.